# Teófilo Cid
Pour les articles homonymes, voir Cid.
Teófilo Cid, né le 27 septembre 1914 à Temuco (Chili) et mort le 15 juin 1964, est un poète chilien.

## Biographie
Teófilo Cid est membre de la Generación del 38 chilienne, ou Génération de 1938, et était membre du petit groupe surréaliste, connu sous le nom de La Mandrágora. D'autres poètes de ce groupe étaient Braulio Arenas et Enrique Gómez Correa. .
Il a publié plusieurs livres dont Bouldroud (1942), El tiempo de la sospecha (litt. Le Temps du suspect, 1952) qui portait sur les opinions critiques du dictateur Carlos Ibáñez del Campo, président de la République de 1927 à 1931, Camino del Ñielol (1954) qui contient un long poème de mille vers.

## Travaux
- El tiempo de la sospecha, Santiago : Cruz del Sur, 1952.
- Camino del N̄ielol, Santiago : Éditions Renovación, 1954.
- !Hasta Mapocho no más ...!, Santiago : Éditorial Nascimento, 1976.